# Rachel Rowe
Rachel Rowe (13 september 1992) is een voetbalspeelster uit Wales. Ze speelt als aanvaller voor Southampton FC in de Championship.

## Clubcarrière
Rowe begon met voetballen in een jongensteam totdat naar eigen zeggen 'niemand meer met haar wilde spelen'. Ze werd gespot door een scout die haar overtuigde om onderdeel te worden van de jeugdopleiding van Swansea City.  Ze begon haar profcarrière echter bij rivaal Cardiff City, waarmee ze Welsh landskampioen werd in het seizoen 2012/13. Rowe kwam tot scoren in de beslissende 5-2 overwinning op Wrexham die het kampioenschap bezegelde. In de volgende zomer keerde Rowe terug bij Swansea City. In een wedstrijd tegen haar oude club Cardiff City liep ze een gebroken been op.
Na hersteld te zijn, voegde Rowe zich in februari 2025 bij Championship club Reading FC. Ze bleef ondanks haar overstap semiprof door in Swansea te blijven wonen, tegelijkertijd haar baan in de gevangenis te behouden en driemaal per week te trainen. In december 2015 tekende ze een profcontract bij Reading na de promotie naar de Super League. Na de promotie onderging Rowe een positiewissel naar back, terwijl ze oorspronkelijk een vleugelaanvalster was.
Aan het begin van het seizoen 2018/19 kwam Rowe in actie in een 1-0 overwinning op Liverpool. De volgende maand liep ze in een vriendschappelijke wedstrijd een kruisbandblessure op waarna haar seizoen na een wedstrijd ten einde kwam. Ondanks haar blessure kreeg Rowe aan het einde van het seizoen een contractverlenging. Rowe speelde op 7 november 2020 haar honderdste wedstrijd voor Reading.
In maart 2021 verlengde Rowe haar contract bij Reading met drie jaar. Nadat Reading in het seizoen 2022/23 uit de Super League degradeerde, verliet Rowe de club.
Op 21 juli 2023 tekende Rowe een contract bij het Schotse Rangers.
Na een jaar keerde ze terug naar Engeland, waar Rowe een dienstverband aanging bij Southampton FC.

## Statistieken
| Seizoen | Club           | Land      | Competitie     | Wedstrijden | Doelpunten |
| ------- | -------------- | --------- | -------------- | ----------- | ---------- |
| 2015    | Reading FC     | Engeland  | Championship   | 16          | 0          |
| 2016    | Reading FC     | Engeland  | Super League   | 16          | 1          |
| 2017    | Reading FC     | Engeland  | Super League   | 4           | 1          |
| 2017/18 | Reading FC     | Engeland  | Super League   | 18          | 4          |
| 2018/19 | Reading FC     | Engeland  | Super League   | 1           | 0          |
| 2019/20 | Reading FC     | Engeland  | Super League   | 12          | 0          |
| 2020/21 | Reading FC     | Engeland  | Super League   | 19          | 5          |
| 2021/22 | Reading FC     | Engeland  | Super League   | 14          | 1          |
| 2022/23 | Reading FC     | Engeland  | Super League   | 18          | 3          |
| 2023/24 | Rangers        | Schotland | Premier League | 19          | 4          |
| 2024/25 | Southampton FC | Engeland  | Championship   | 14          | 0          |
| Totaal  | Totaal         | Totaal    | Totaal         | 151         | 18         |

Laatste update: 26 juni 2025

## Interlandcarrière

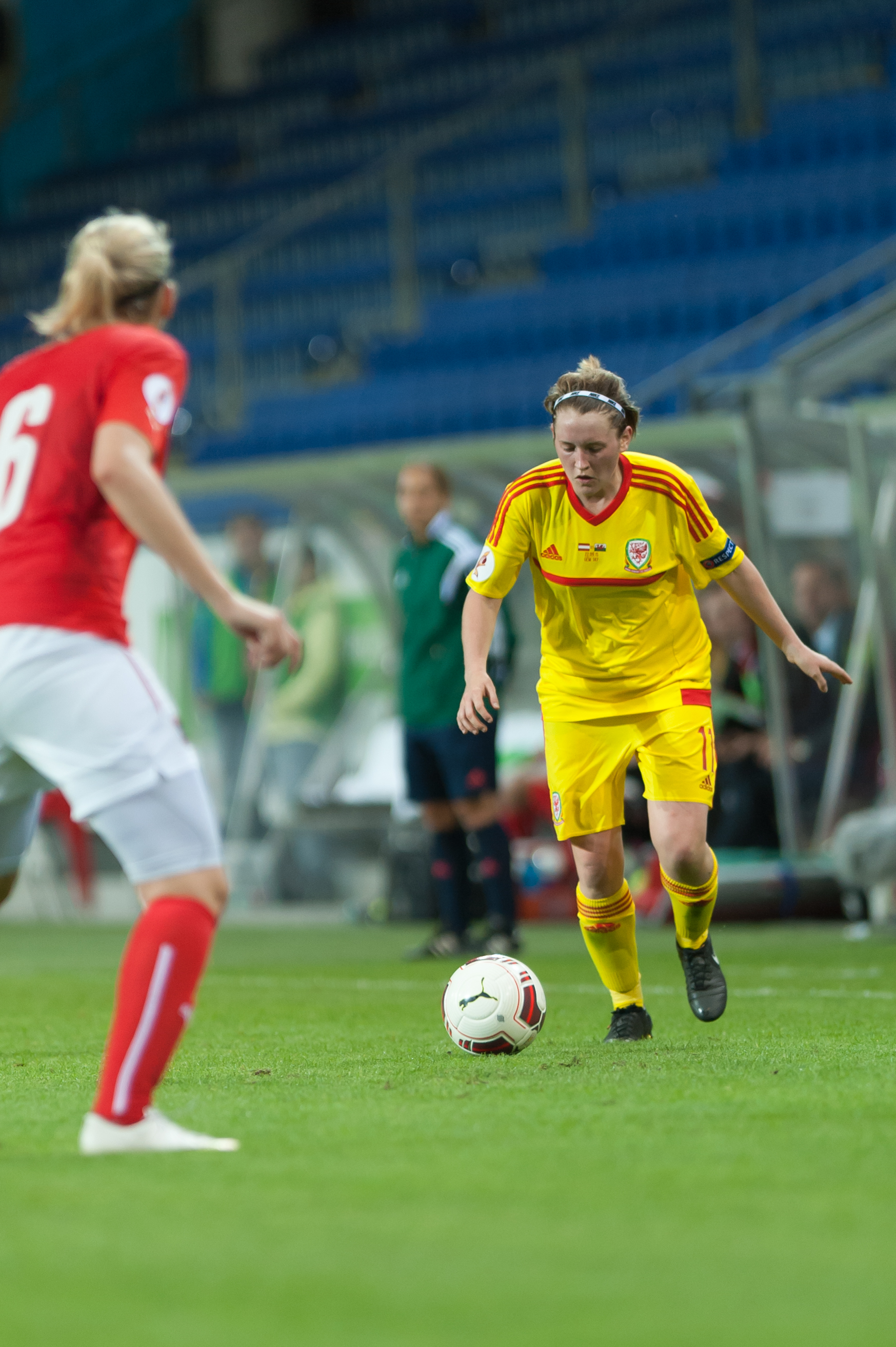
Rowe (rechts) tijdens haar debuut voor Wales in 2015

Rowe kwam als jeugdinternational uit voor Wales -17 en Wales -19 alvorens ze haar debuut maakte voor Wales tijdens een met 3-0 verloren interland in Sankt Pölten tegen Oostenrijk in de kwalificatiereeks voor het EK 2017. Ze maakte haar interlanddebuut terwijl ze nog in de gevangenis werkte.
In 2022 speelde Rowe haar vijftigste interland in een WK 2023 kwalificatiewedstrijd tegen Bosnië en Herzegovina.
In juni 2025 werd Rowe opgenomen in de Welshe selectie voor op het EK 2025 in Zwitserland.